# Liste der Baudenkmäler in Wörthsee

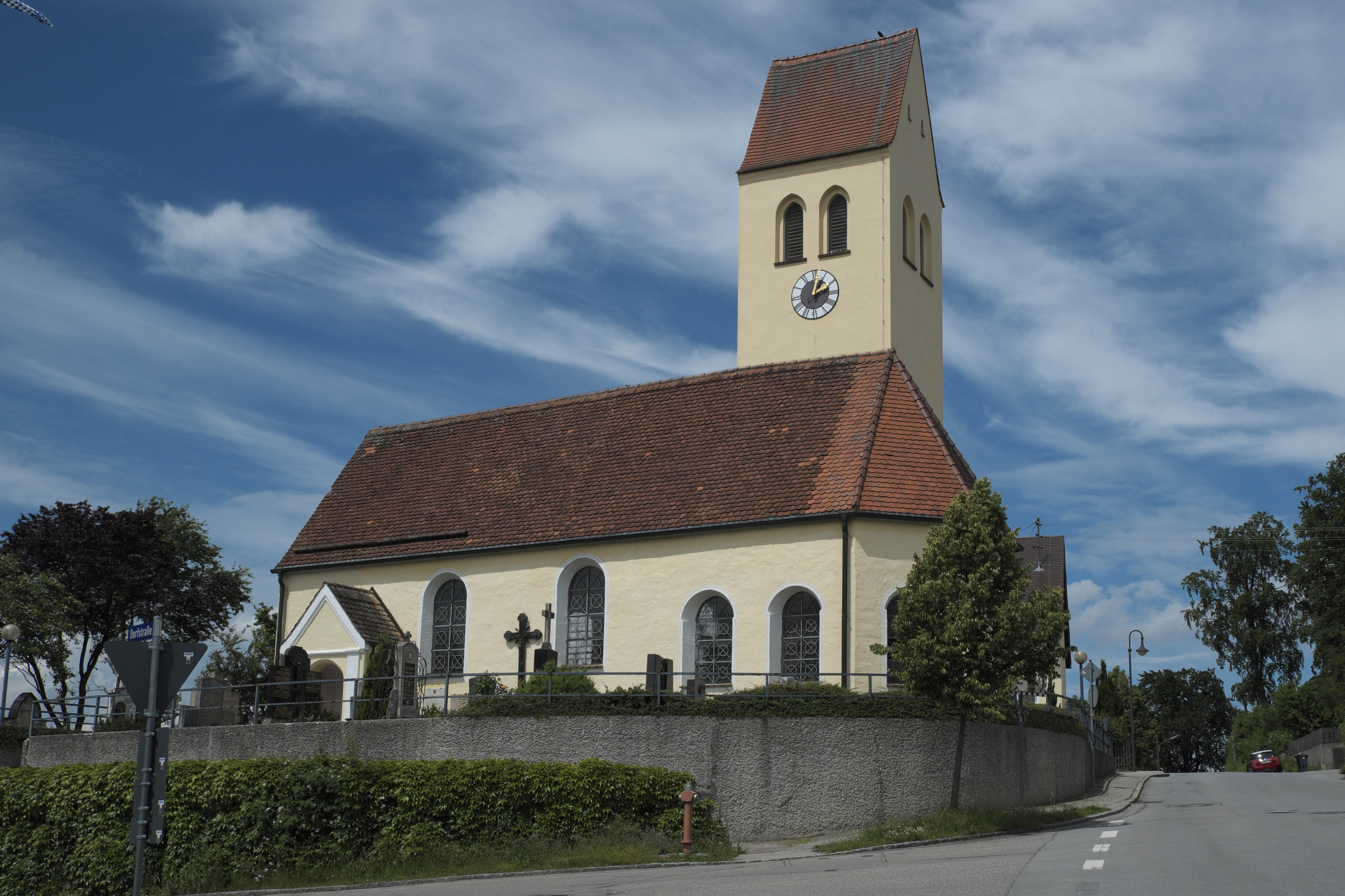
St. Martin in Steinebach am Wörthsee

Auf dieser Seite sind die Baudenkmäler in der oberbayerischen Gemeinde Wörthsee zusammengestellt. Diese Tabelle ist eine Teilliste der Liste der Baudenkmäler in Bayern. Grundlage ist die Bayerische Denkmalliste, die auf Basis des Bayerischen Denkmalschutzgesetzes vom 1. Oktober 1973 erstmals erstellt wurde und seither durch das Bayerische Landesamt für Denkmalpflege geführt wird. Die folgenden Angaben ersetzen nicht die rechtsverbindliche Auskunft der Denkmalschutzbehörde.

## Baudenkmäler nach Ortsteilen

### Steinebach
| Lage                               | Objekt                                         | Beschreibung | Akten-Nr.     | Bild                    |
| ---------------------------------- | ---------------------------------------------- | --- | ------------- | ----------------------- |
| Bahnhofstraße 2–4 (Standort)       | Stationsgebäude des Bahnhofs                   | Ehemaliges Empfangs- und Stationsgebäude des Bahnhofs Steinebach, als Teil der Lokalbahn Pasing-Herrsching errichtet, zweigeschossiger Walmdachbau mit Flacherker und erdgeschossigem Anbau, vierbogig zur Bahnseite offene Wartehalle, in Formen des Heimat- und Jugendstils, 1903; erdgeschossiger Pavillonbau, gleichzeitig. | D-1-88-145-21 | weitere Bilder          |
| Burgselberg 3 (Standort)           | Wohnhaus                                       | Zweigeschossiger Walmdachbau mit Erker, Altane und Veranda, im Reformstil, 1910. | D-1-88-145-1  | weitere Bilder          |
| Dorfstraße 2 (Standort)            | Katholische Filialkirche St. Martin            | Katholische Kirche, Barockbau, um 1735 auf älterer Grundlage erbaut. | D-1-88-145-2  | weitere Bilder          |
| Dorfstraße 7 (Standort)            | Bauernhaus                                     | Breit gelagerter, zweigeschossiger Satteldachbau, Einfirstanlage, Giebelbild und reicher Giebelzier, Ende 19. Jahrhundert. | D-1-88-145-3  | weitere Bilder          |
| Etterschlager Straße 18 (Standort) | Wohnhaus                                       | Eingeschossiger Steilsatteldachbau mit Runderker, in Formen der gemäßigten Moderne, durch die Firma Leonhard Moll erbaut. | D-1-88-145-5  | Wohnhaus                |
| Hauptstraße 14 (Standort)          | Wohn- und Geschäftshaus                        | Eingeschossiger Satteldachbau mit Mansarddach-Zwerchhausrisalit über der Eingangsnische und verbretterter Giebellaube, im Reformstil, um 1910. | D-1-88-145-7  | Wohn- und Geschäftshaus |
| Hauptstraße 18 (Standort)          | Ehemaliges Molkerei-, Käserei- und Wohngebäude | zweigeschossiger Flachsatteldachbau mit holzverkleidetem Obergeschoss, 1927 | D-1-88-145-26 | weitere Bilder          |
| Hauptstraße 42 (Standort)          | Einfirsthof                                    | zweigeschossiger Satteldachbau mit symmetrischer Giebelfassade, 1872 (dendro.dat.), im Kern älter, Stallumbau 1925 | D-1-88-145-24 | weitere Bilder          |
| Rehsteig 2 (Standort)              | Villa                                          | Eingeschossiger Mansardwalmdachbau mit Eckerker, um 1910. | D-1-88-145-6  | Villa                   |
| Seestraße 11 (Standort)            | Villa Bader                                    | Eingeschossiger Mansardwalmdachbau, mit geschnitztem Erker und Zwerchgiebel, mit Fassadendekor im Stil des Neuempire, für den Bildhauer Bader errichtet, um 1910. | D-1-88-145-8  | weitere Bilder          |

### Etterschlag
| Lage                         | Objekt              | Beschreibung | Akten-Nr.     | Bild           |
| ---------------------------- | ------------------- | --- | ------------- | -------------- |
| Inninger Straße 1 (Standort) | Kirche St. Nikolaus | Katholische Filialkirche. Barockbau, 1758 auf älterer Grundlage erbaut. Friedhof mit Ummauerung des 18. Jahrhunderts.                    | D-1-88-145-10 | weitere Bilder |
| Seefelder Wald (Standort)    | Steinerne Säule     | Grenzstein in Pyramidenform (Forstamt Fürstenfeldbruck / Gemeinde Etterschlag / Forstamt Graf Toerring-Seefeld), Anfang 19. Jahrhundert. | D-1-88-121-10 | weitere Bilder |

### Walchstadt
| Lage                                | Objekt                                                         | Beschreibung | Akten-Nr.     | Bild           |
| ----------------------------------- | -------------------------------------------------------------- | --- | ------------- | -------------- |
| Alte Hauptstraße 6 (Standort)       | Wohnhaus und Ökonomiegebäude des sogenannten Schlossbauernhofs | Ehemaliger Vierseithof, an Stelle des ehemaligen Schlosses Walchstadt Wohnhaus, zweigeschossiger Putzbau mit Steilsatteldach und Aufzugsgiebel, durch Max Kajetan von Toerring-Seefeld 1688 neu erbaut Ökonomiegebäude, zweigeschossiger Verputzbau mit weit überstehendem Flachsatteldach, um 1900 | D-1-88-145-11 | weitere Bilder |
| Alte Hauptstraße 16 (Standort)      | Bauernhaus                                                     | Wohnteil zweigeschossiger, verputzter Steilsatteldachbau, Ende 19. Jahrhundert. | D-1-88-145-13 | weitere Bilder |
| Alte Hauptstraße 20 (Standort)      | Landhaus                                                       | Im alpenländischen Heimatstil mit weiten Vordächern, Balkons, Bundwerk. Obergeschoss mit Schuppenschindeln verkleidet, um 1900. Im Giebel zwei barocke Heiligenfiguren, angeblich aus der Etterschlager Kirche.                                                                                     | D-1-88-145-14 | weitere Bilder |
| Am Pfeiffenberg 5 (Standort)        | Villa                                                          | Zweigeschossiger Schopfwalmdachbau mit Zwerchhausrisalit und Belvedereturm, Balkonen und Zierfachwerk, 1899 | D-1-88-145-16 | weitere Bilder |
| Nähe Alte Hauptstraße 33 (Standort) | Steinsäule                                                     | Inschrift „DA BLEIM A DA IS NED ONE, 1901“. Im Garten des ehemaligen Maureranwesens. | D-1-88-145-15 | weitere Bilder |
| Wörthseestraße 1 (Standort)         | Doppelwohnhaus                                                 | Ehemaliges Krameranwesen, zweigeschossiger Satteldachbau, um 1865. | D-1-88-145-17 | Doppelwohnhaus |
| Wörthseestraße 4 (Standort)         | Kirche St. Martin                                              | Katholische Filialkirche, schlichter barocker Bau, um 1760 auf älterer Grundlage erbaut. Friedhof mit teilweise historischer Mauer und einigen schmiedeeisernen Grabkreuzen. | D-1-88-145-18 | weitere Bilder |
| Wörthseestraße 5 (Standort)         | Villa Kraus                                                    | Burgartige Villa mit Walmdach, Erkern, Balkons und Loggia. 1901 von Ingenieur Max Kraus (München), für sich selbst erbaut. Mit Parkanlage. | D-1-88-145-19 | weitere Bilder |
| Wörthseestraße 36 (Standort)        | Wohnhaus                                                       | Eingeschossiger Satteldachbau, Blockbau auf massivem Unterbau, im alpenländischen Heimatstil, um 1910. | D-1-88-145-9  | weitere Bilder |

## Ehemalige Baudenkmäler
In diesem Abschnitt sind Objekte aufgeführt, die früher einmal in der Denkmalliste eingetragen waren, jetzt aber nicht mehr. Objekte, die in anderem Zusammenhang – also z. B. als Teil eines Baudenkmals – weiter eingetragen sind, sollen hier nicht aufgeführt werden. Aktennummern in diesem Abschnitt sind ehemalige, jetzt nicht mehr gültige Aktennummern.

| Lage                                           | Objekt              | Beschreibung | Akten-Nr.     | Bild                |
| ---------------------------------------------- | ------------------- | --- | ------------- | ------------------- |
| Steinebach, Dorfstraße 14 (Standort)           | Bauernhaus          | Einfirstanlage mit verputztem Wohnteil, zweite Hälfte 19. Jahrhundert.                                                      | D-1-88-145-4  | Bauernhaus          |
| Steinebach, Etterschlager Straße 39 (Standort) | Landhaus            | Erdgeschossiger Mansarddachbau mit Eckerker, um 1910.                                                                       | D-1-88-145-6  | Landhaus            |
| Walchstadt, Alte Hauptstraße 10 (Standort)     | Bauernhof           | Einfirstanlage mit verputztem Wohnteil, Ende 19. Jahrhundert.                                                               | D-1-88-145-12 | Bauernhof           |
| Walchstadt, Wörthseestraße 8 (Standort)        | Kirchenschusterhaus | Altertümlicher verschalter Ständerbau auf gemauertem Unterbau, wohl 18. Jahrhundert. Aufgemalte Inschrift an der Nordseite. | D-1-88-145-20 | Kirchenschusterhaus |